# Biserica reformată din Suceagu
Biserica reformată din Suceagu este un monument istoric aflat pe teritoriul satului Suceagu, comuna Baciu, județul Cluj.

## Localitatea
Suceagu (în maghiară Szucság) este un sat în comuna Baciu din județul Cluj, Transilvania, România. Prima menționare documentară a satului Suceagu este din 1338.

## Biserica
Biserica a fost construită în secolul al XIII-lea și reconstruită în stil gotic în secolul al XV-lea. În timpul luptelor de independență conduse de Rákóczi s-a surpat bolta bisericii, astfel încât la începutul secolului XVIII a necesitat intervenții urgente. Lucrările de refacere au fost efectuate cu sprijinul financiar al moșierului Fileki Sándor. În 1742 au fost pictate de Lorenz Umling casetele balconului vestic. Umling și János Bóka, un tâmplar din Cluj, sunt autorii picturilor ce împodobesc fațadele băncilor, în anul 1775. Orga bisericii a fost construită în 1843 de meșterul clujean Martin Konnert.
În anul 1800 a fost terminat turnul bisericii, care a adăpostit două clopote. Cel mare a fost turnat în 1783, iar cel mic, confiscat în timpul Primului Război Mondial, în 1716. Construcția turnului a fost finanțată de familia Fileki; multă vreme aceasta a fost o sursă de sprijin pentru congregația locală reformată: au construit o sală de rugăciune, au reparat biserica și au turnat un clopot.

## Imagini din exterior

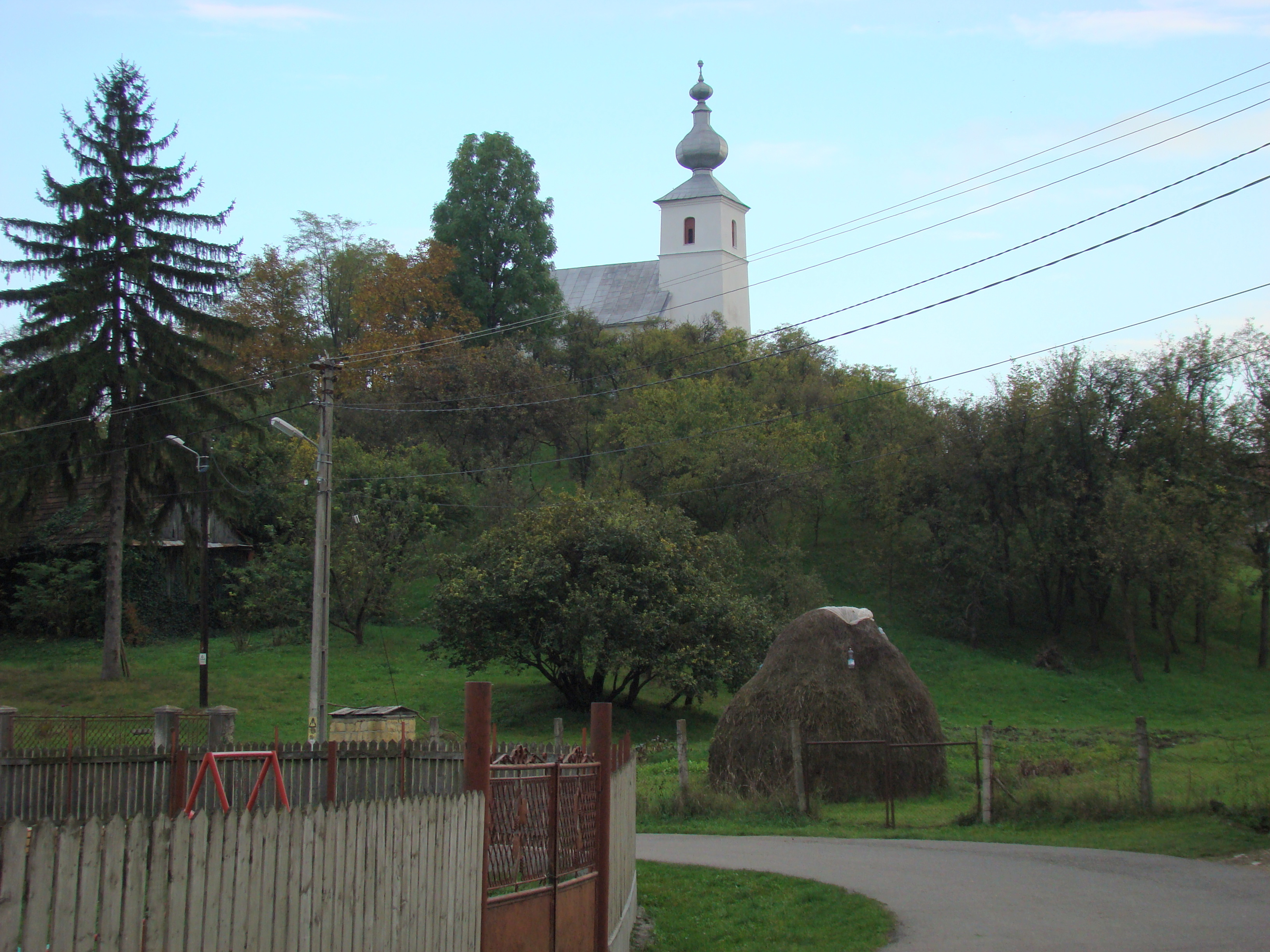
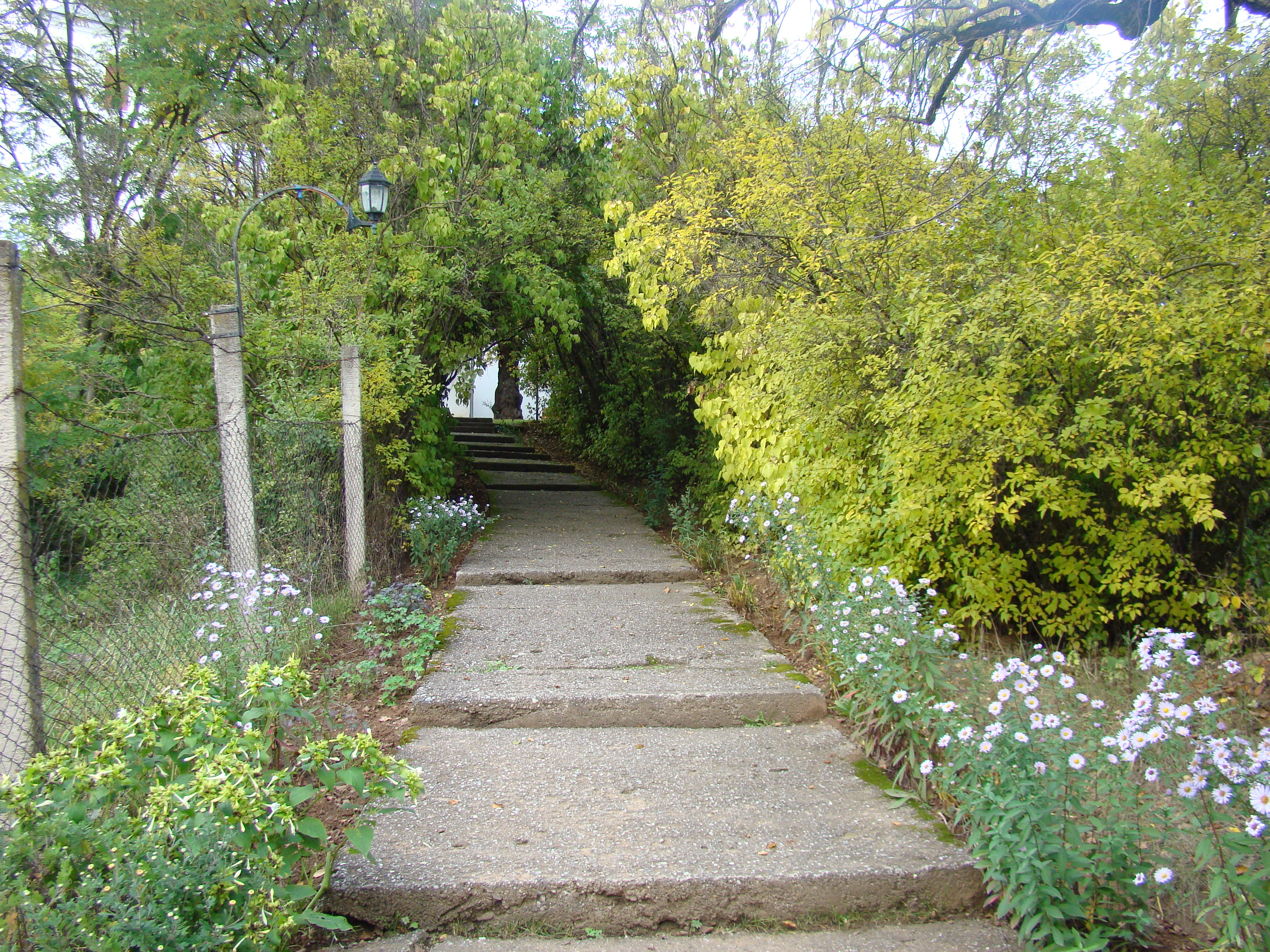
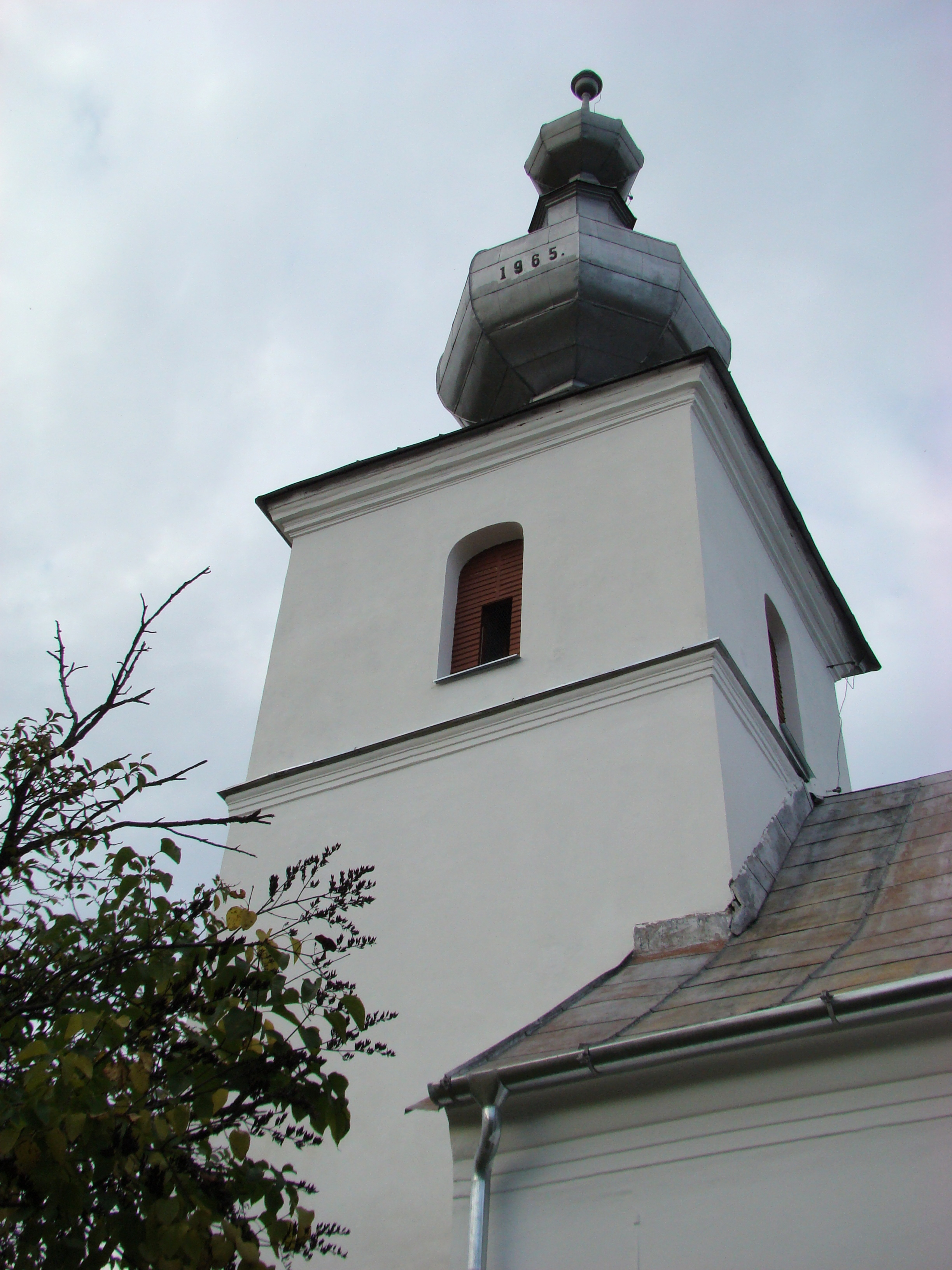
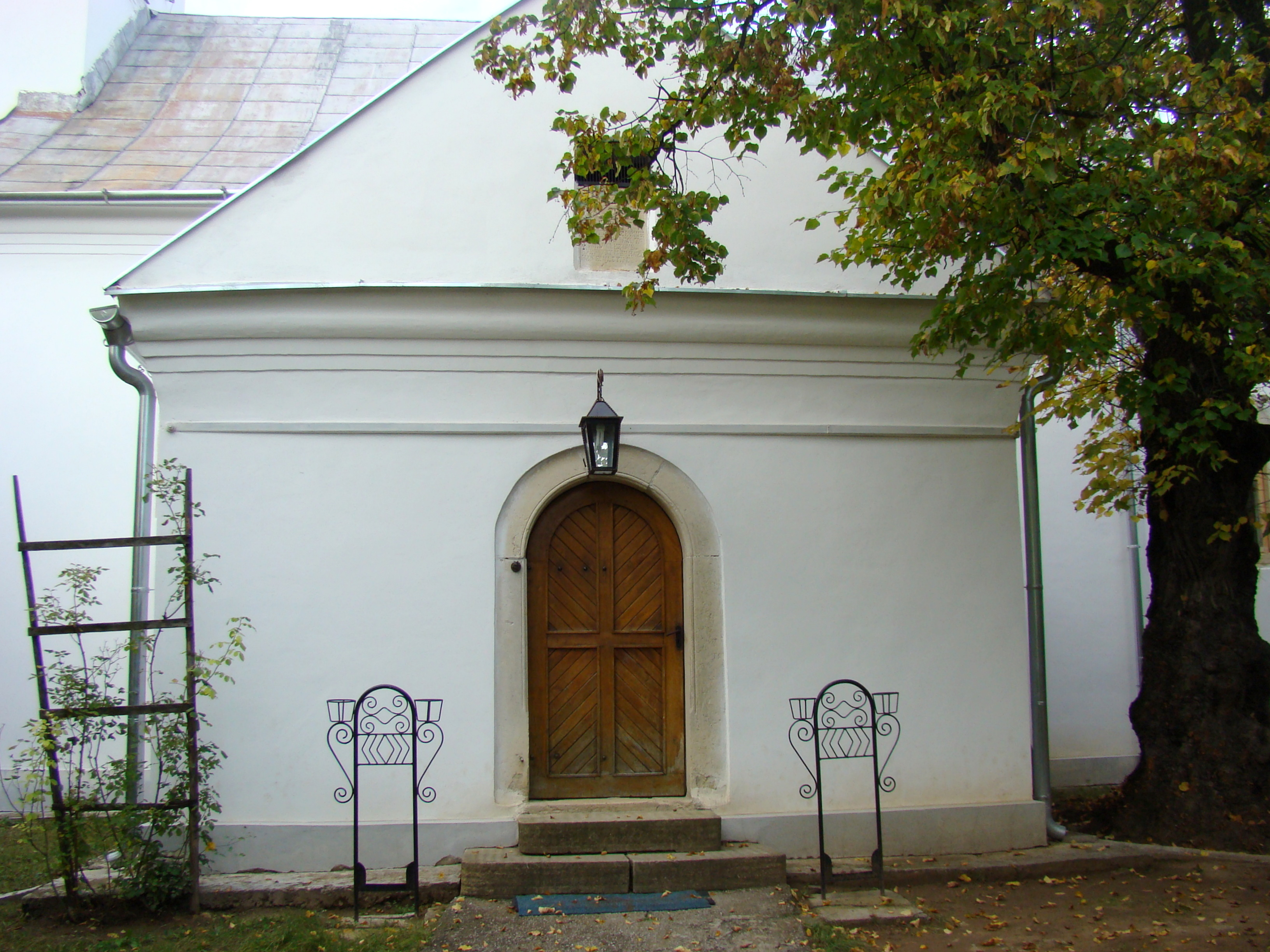
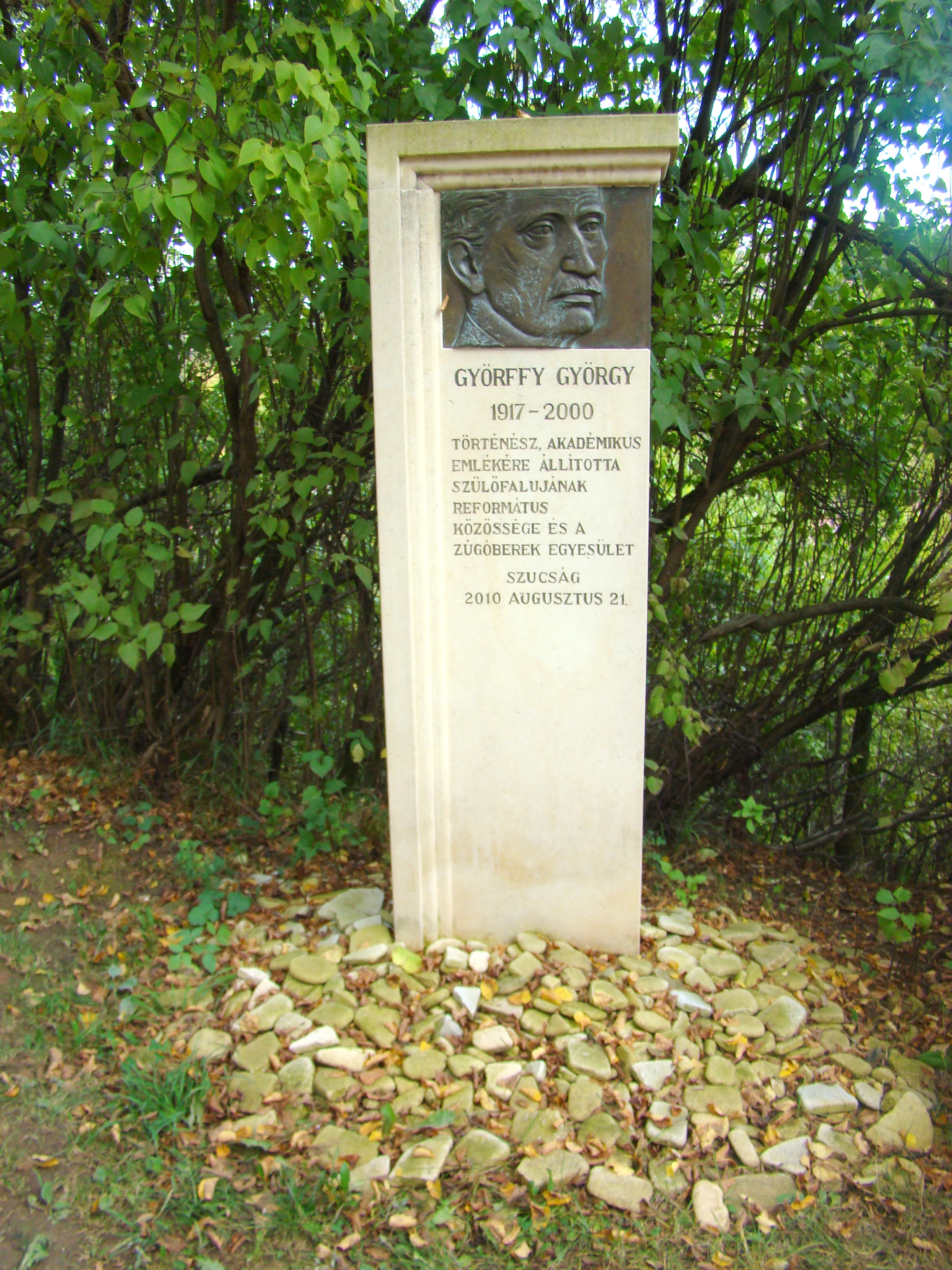
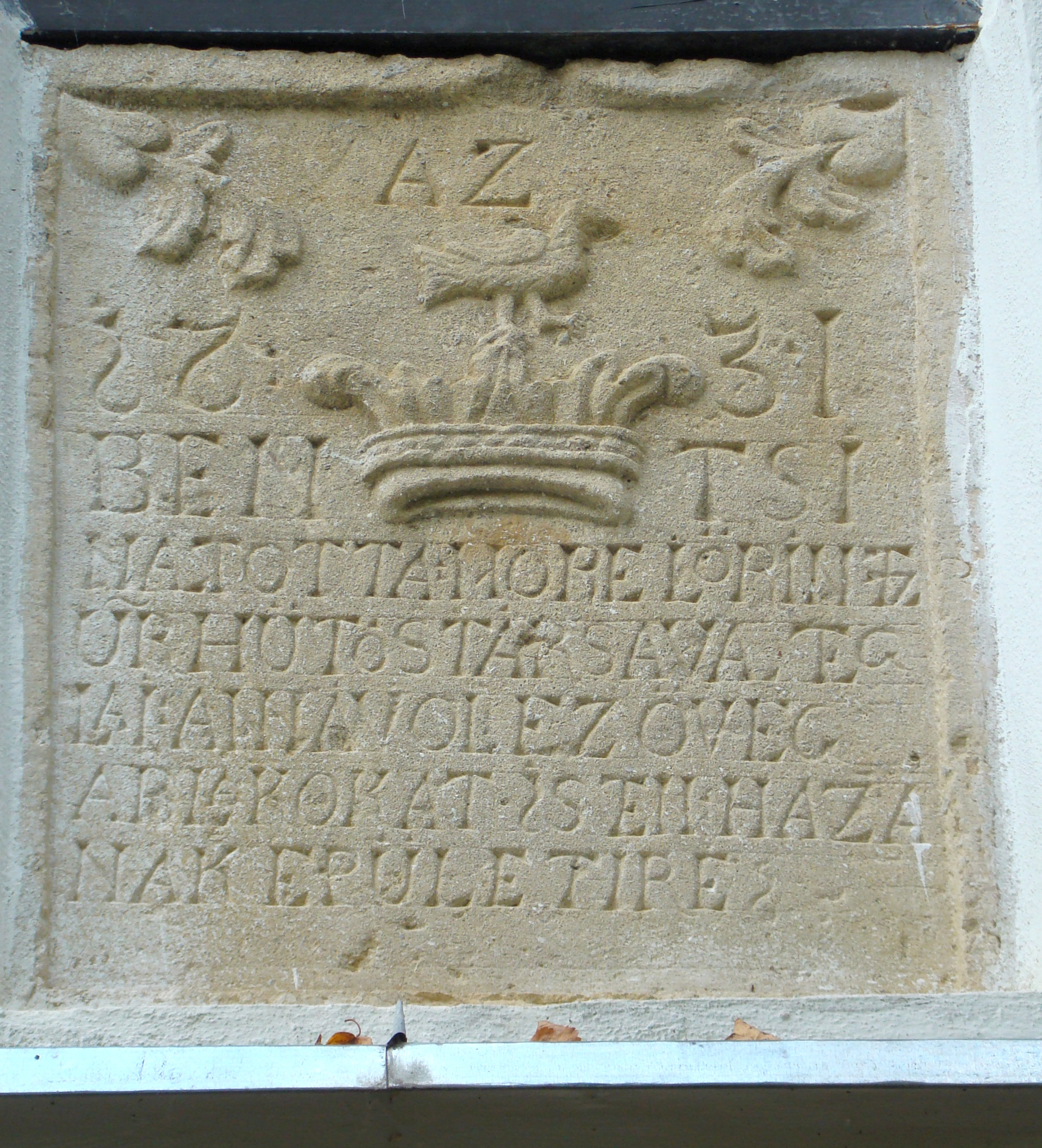
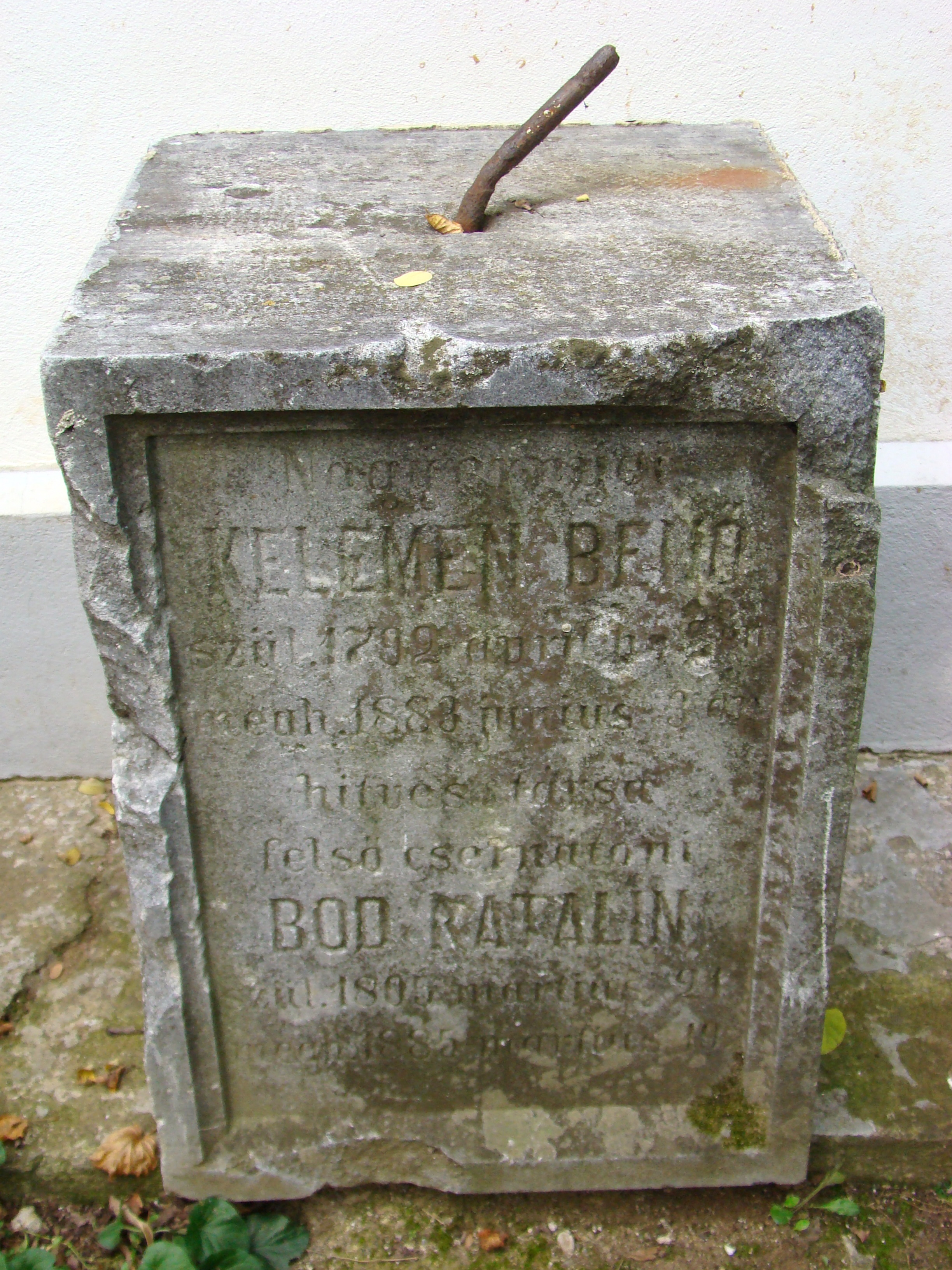
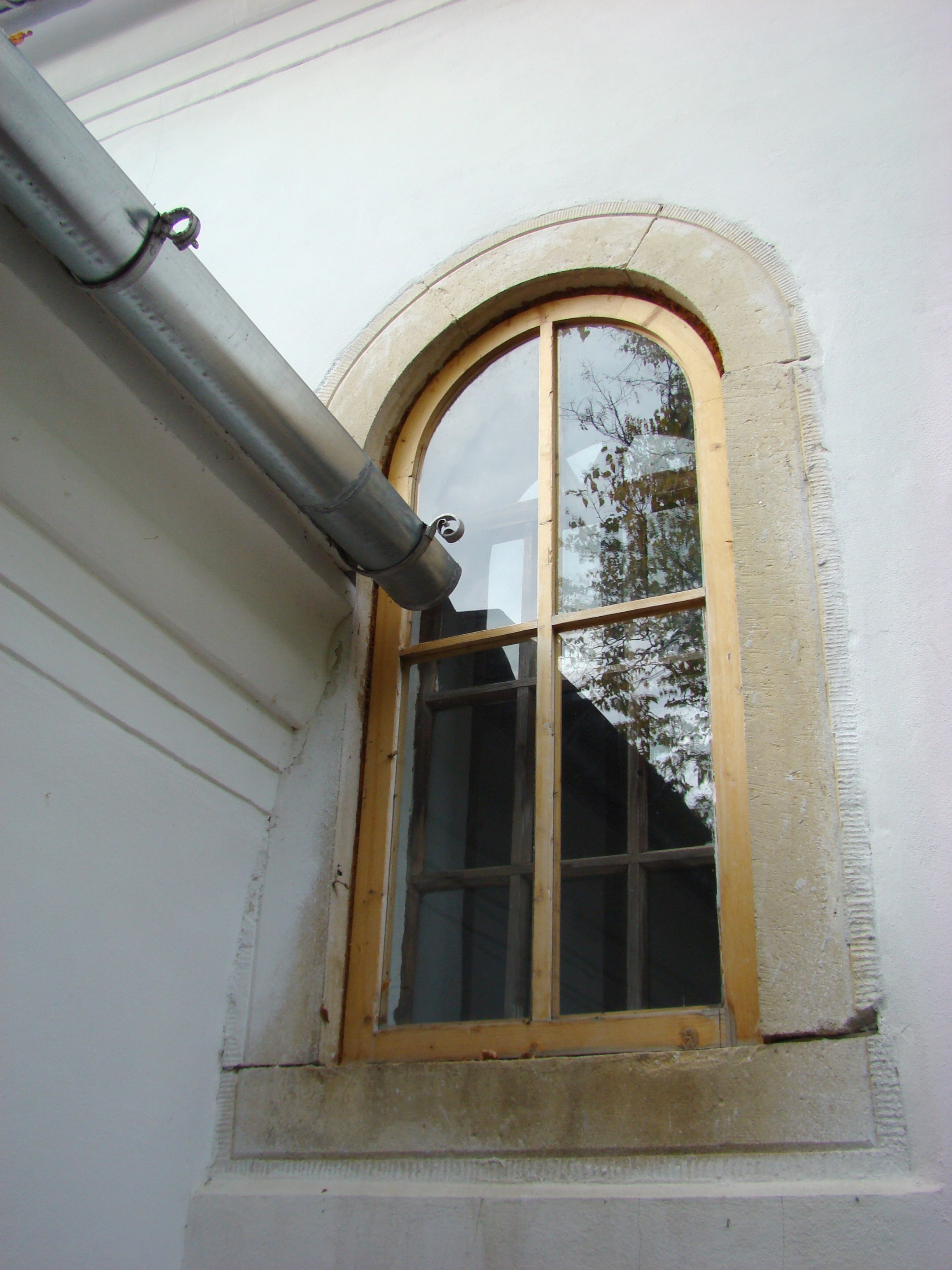
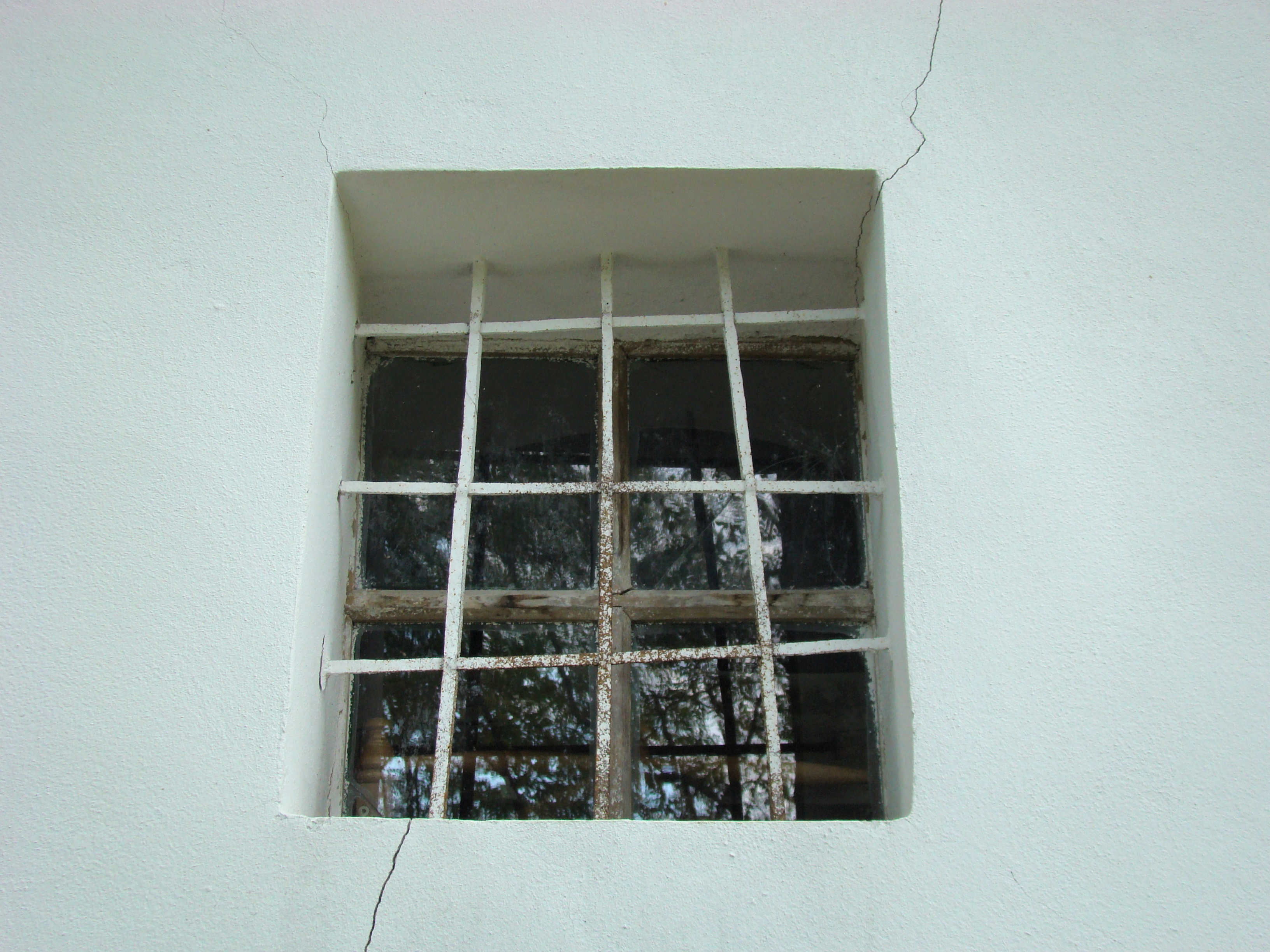
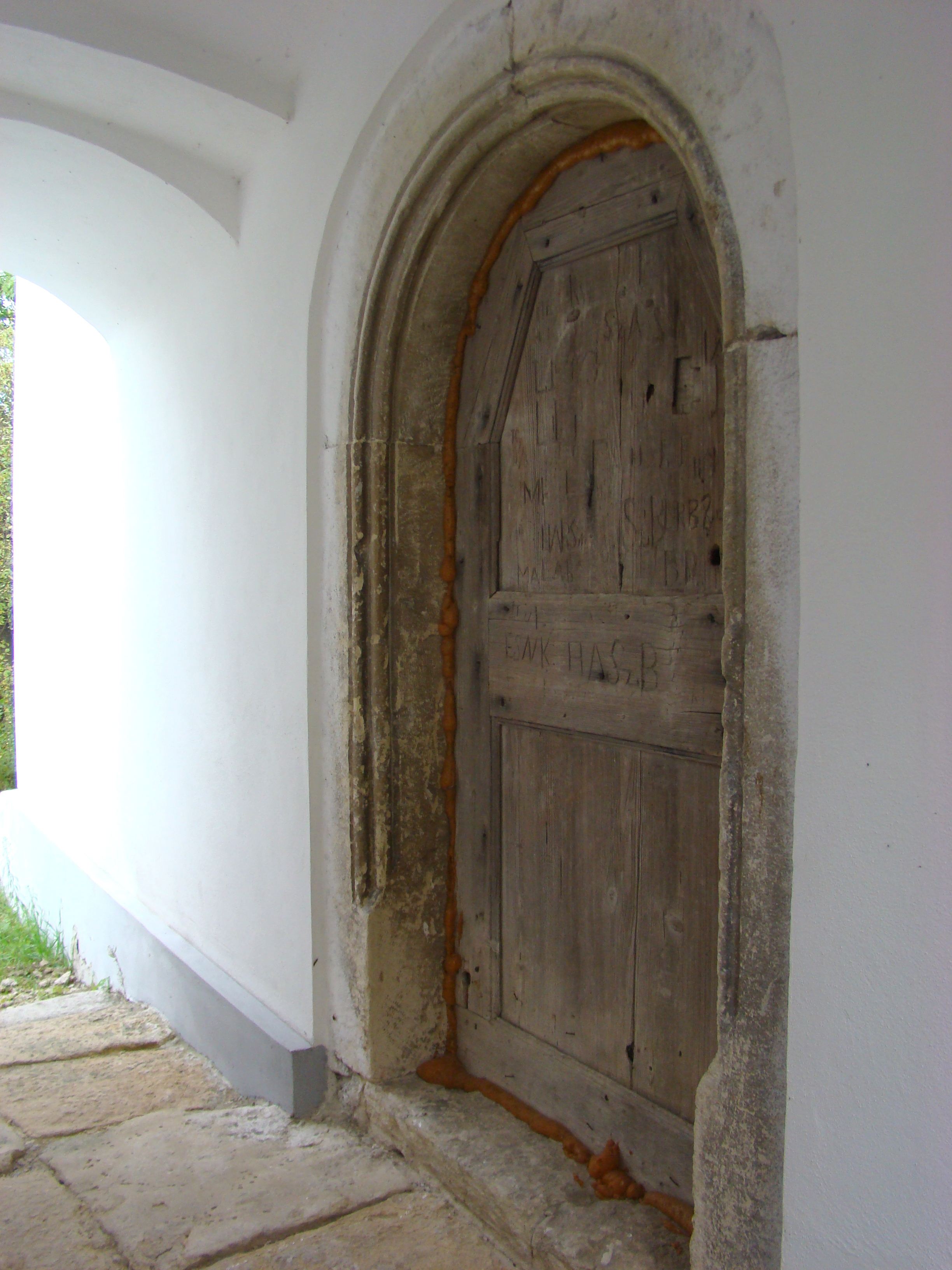
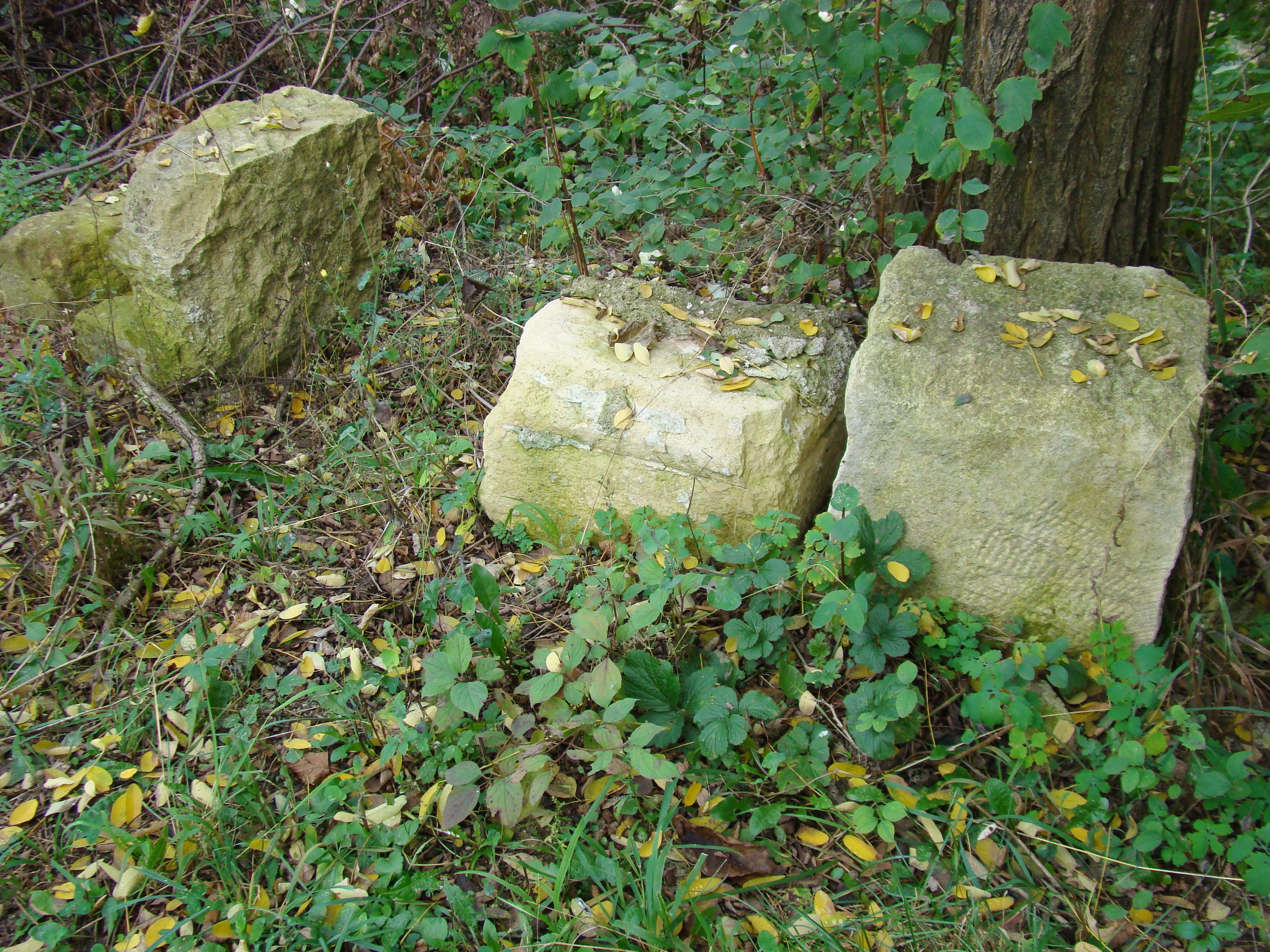
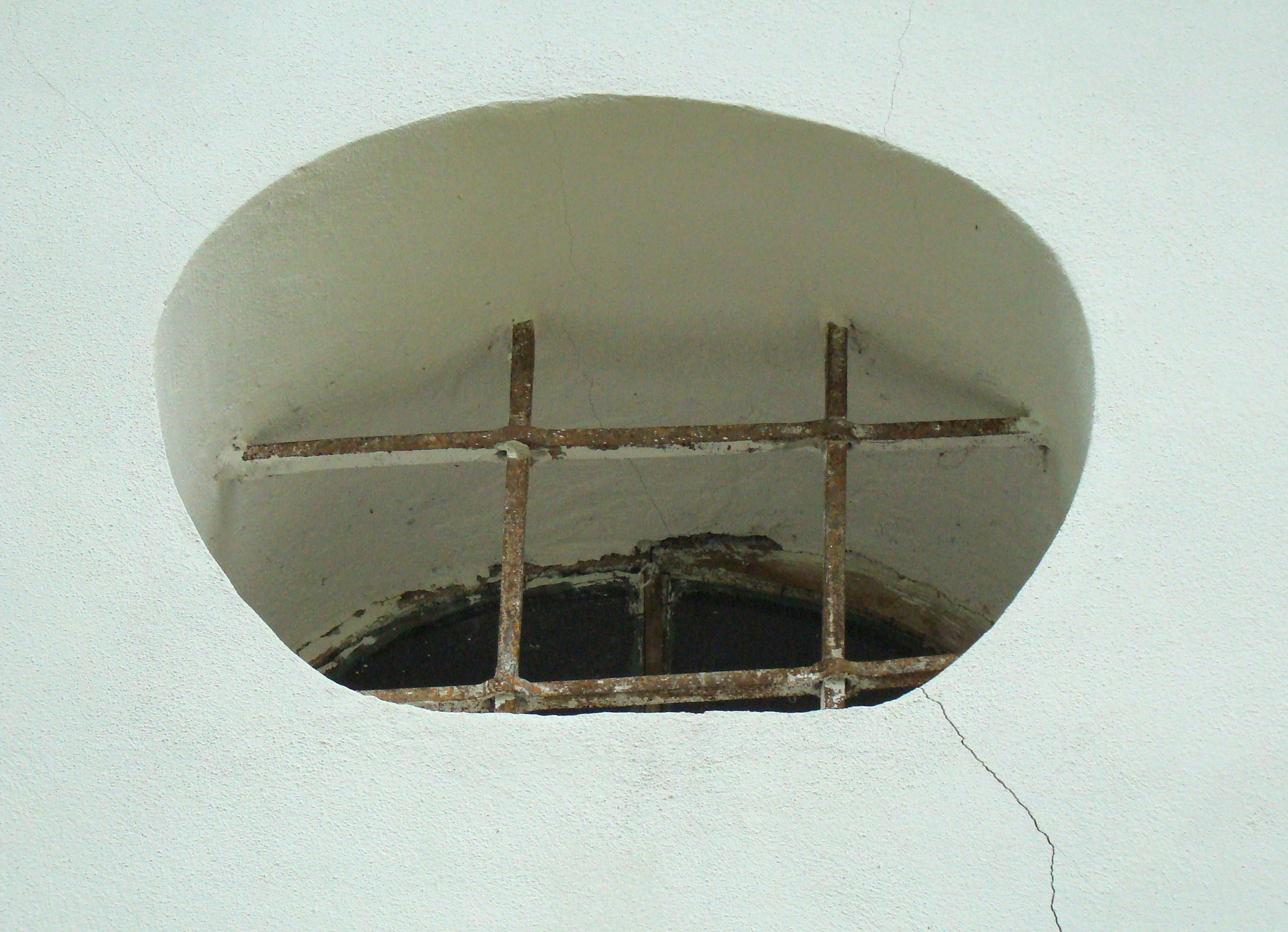
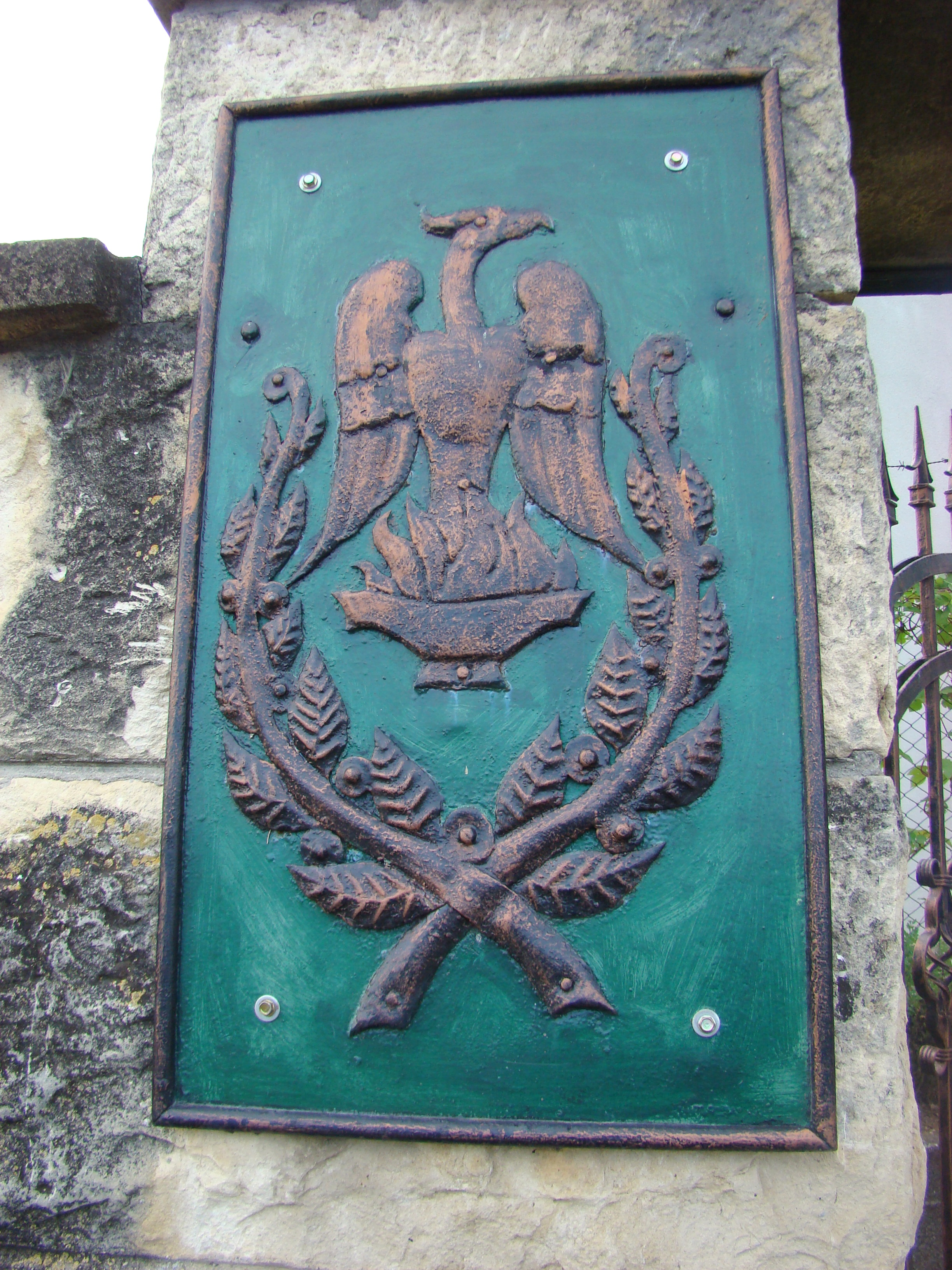
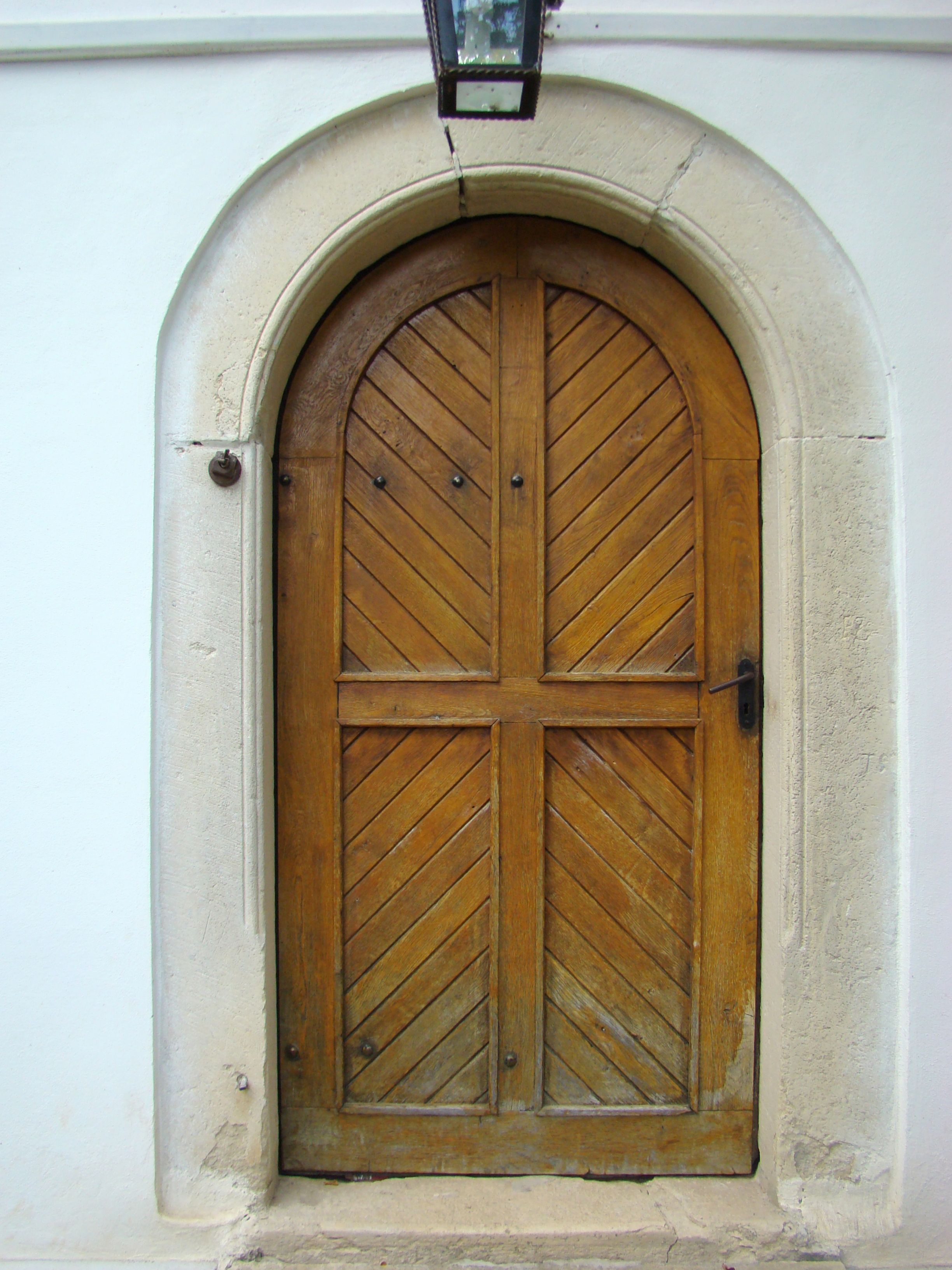
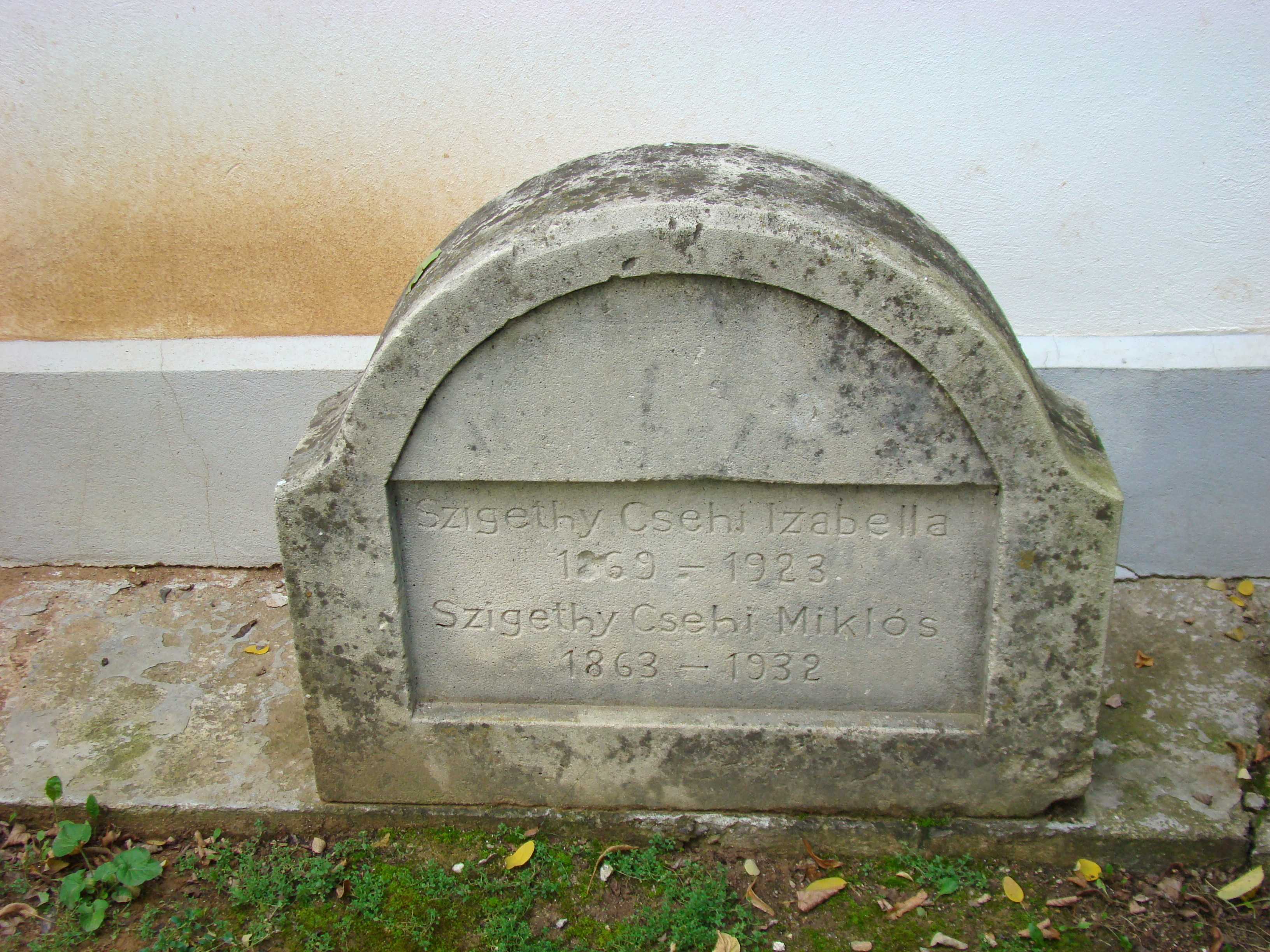
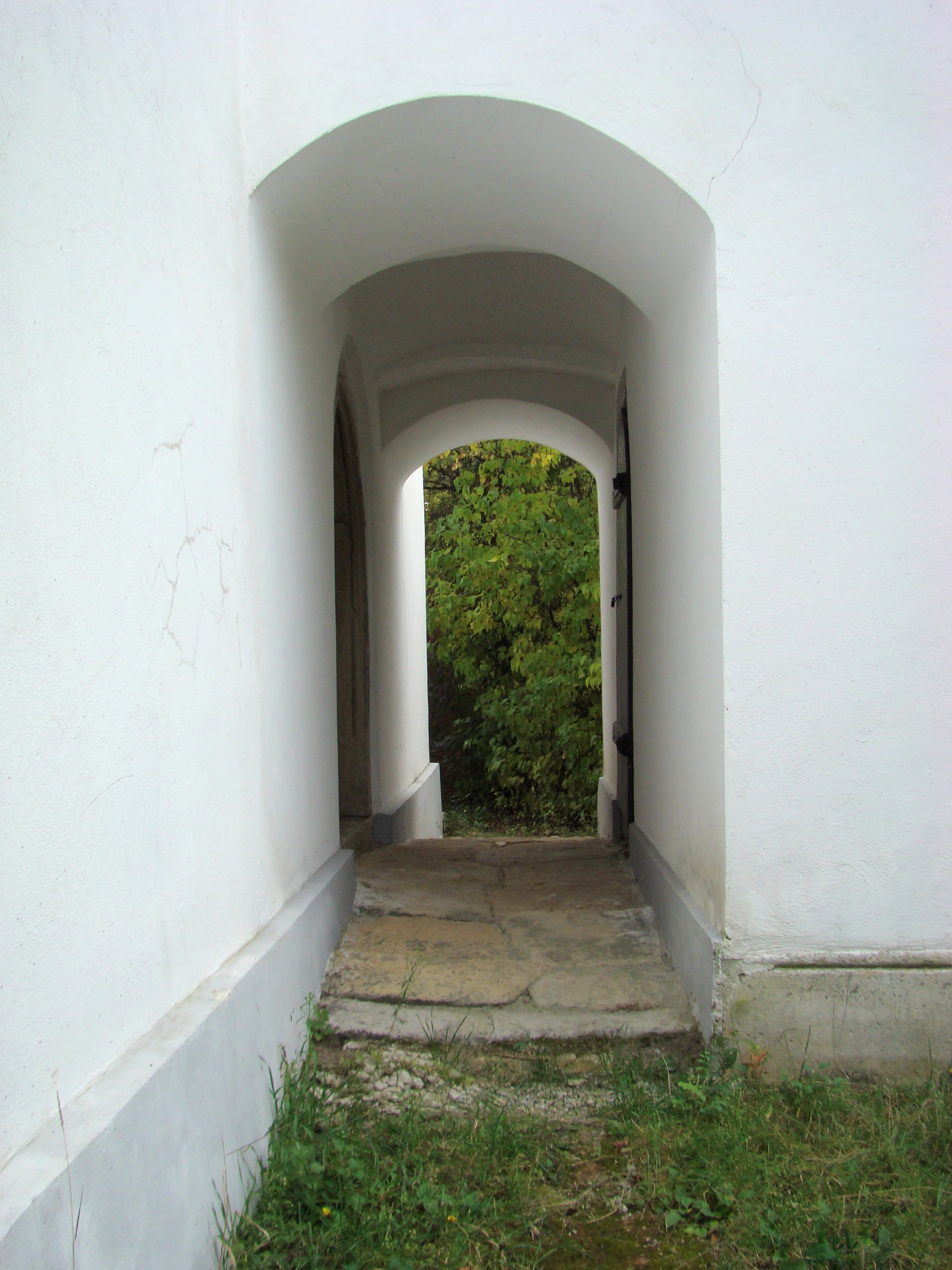
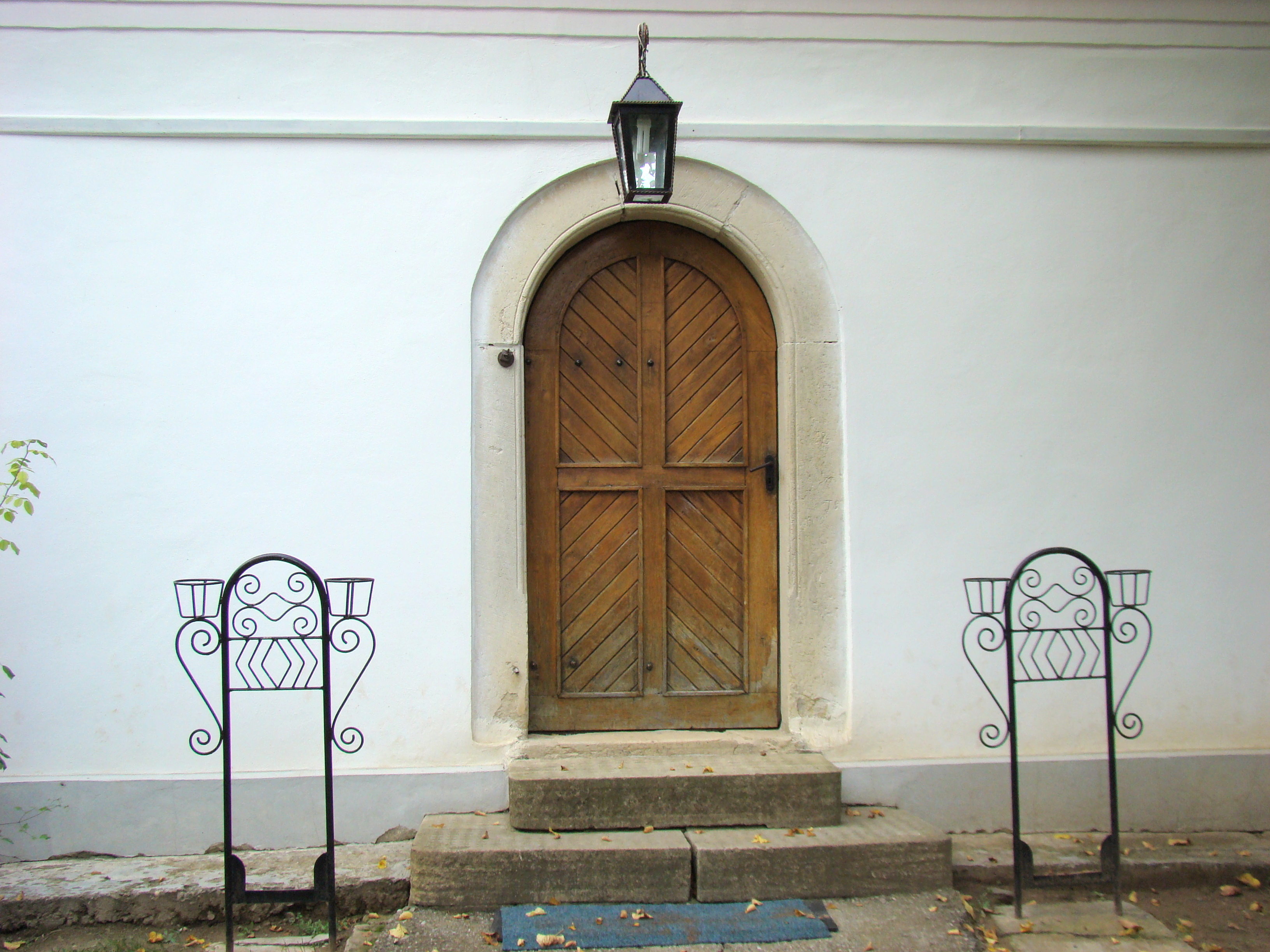
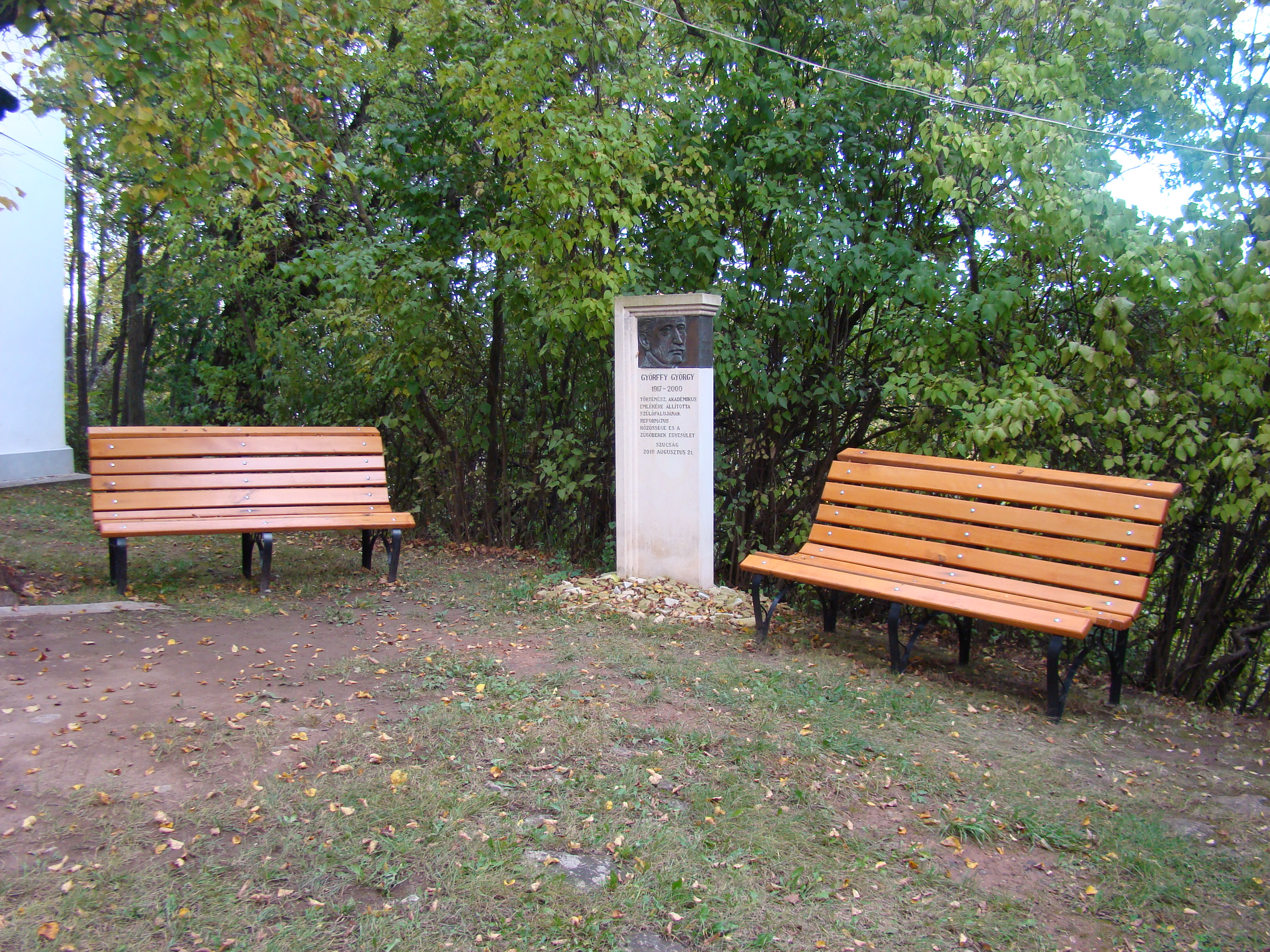
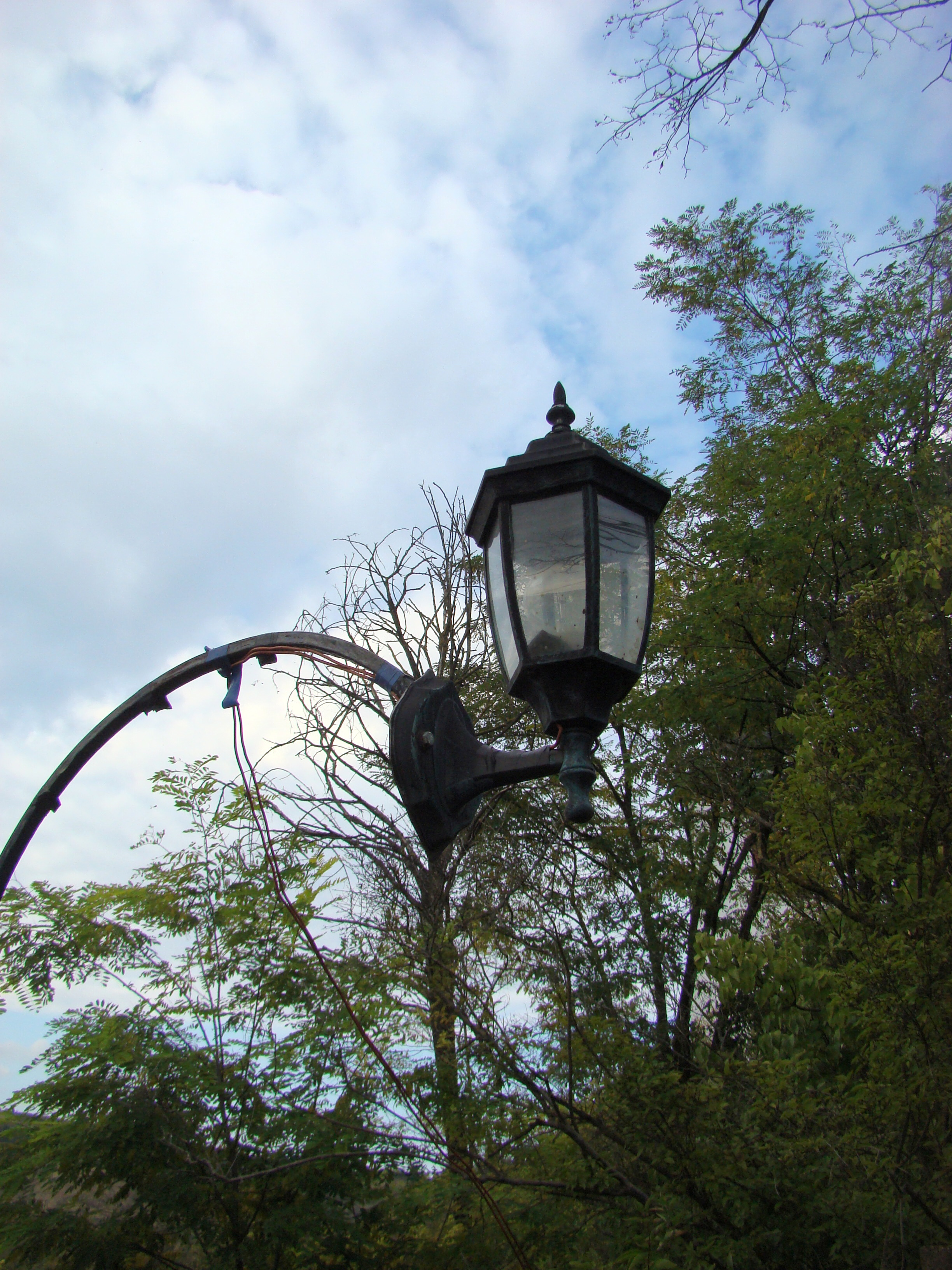
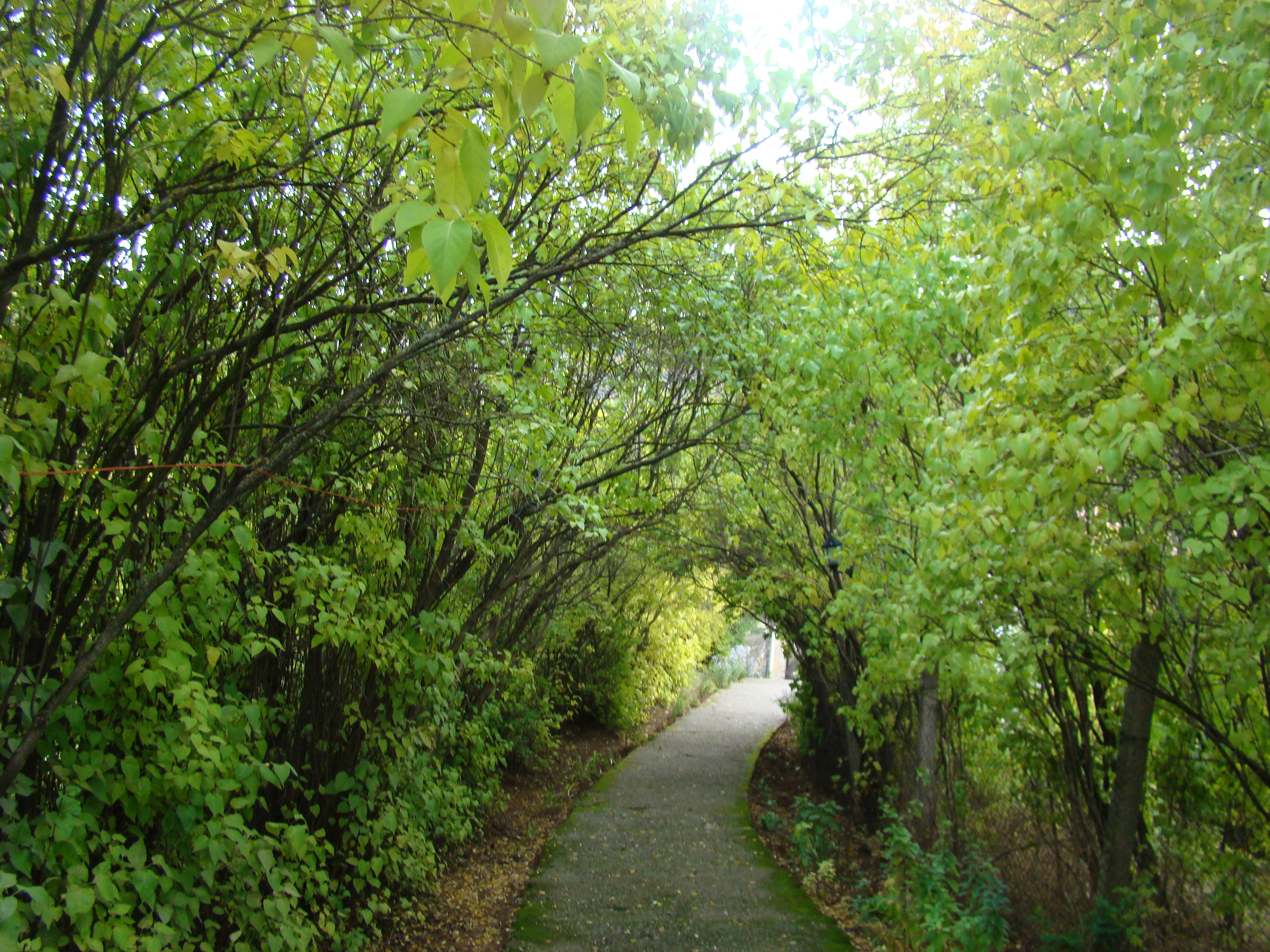

## Vezi și
- Suceagu, Cluj